# Magnago
Magnago is een gemeente in de Italiaanse metropolitane stad Milaan (regio Lombardije) en telt 8275 inwoners (31-12-2004). De oppervlakte bedraagt 11,3 km², de bevolkingsdichtheid is 709 inwoners per km².
De volgende frazioni maken deel uit van de gemeente: Bienate.

## Demografie
Magnago telt ongeveer 3344 huishoudens. Het aantal inwoners steeg in de periode 1991-2001 met 12,8% volgens cijfers uit de tienjaarlijkse volkstellingen van ISTAT.
| Jaar | Inwoneraantal |
| ---- | ------------- |
| 1991 | 6922          |
| 2001 | 7811          |

## Geografie
Magnago grenst aan de volgende gemeenten: Samarate (VA), Busto Arsizio (VA), Vanzaghello, Dairago, Castano Primo, Buscate.